# Asier Antonio Marcos
Asier Antonio Marcos (* 10. Juli 1979 in Irun) ist ein spanischer Handballtrainer und ehemaliger Handballspieler.

## Vereinskarriere
Der 2,02 Meter große und 100 Kilogramm schwere Kreisläufer spielte von 1997 bis 2002 bei Bidasoa Irun, von 2002 bis 2004 bei CB Cantabria Santander sowie von 2004 bis 2012 bei BM Valladolid. Mit Valladolid gewann er in der Spielzeiten 2004/05 und 2005/06 die Copa del Rey de Balonmano sowie in der Saison 2008/09 den Europapokal der Pokalsieger. Ab 2012 stand Asier Antonio Marcos bei BM Aragón unter Vertrag. In der spanischen ersten Liga bestritt Asier Antonio von seinem Debüt im Jahr 1997 bis 2015 insgesamt 373 Partien, in denen er 165 Tore warf.
Im Januar 2015 wechselte er nach Portugal zum Erstligisten Benfica Lissabon, nachdem sein bisheriger Verein BM Aragón den Spielbetrieb eingestellt hatte. Für den Verein aus Lissabon wurde er in 13 Partien in der Andebol 1 eingesetzt und erzielte zwei Tore.
Zur Saison 2015/2016 schloss er sich dem französischen Verein Cavigal Nice Handball an. Dort beendete er im Jahr 2018 seine Karriere.
Mit den Vereinen aus Irun, Santander, Valladolid, Aragón und Lissabon nahm er an europäischen Vereinswettbewerben teil, so an der EHF Champions League, am Europapokal der Pokalsieger, am EHF Cup und am EHF Challenge Cup.

## Auswahlmannschaften
Asier Antonio Marcos wurde erstmals am 25. März 1997 für eine spanische Auswahl eingesetzt. Für die Jugend-Handballnationalmannschaft des Landes lief er bis August 1997 in 17 Spielen auf und erzielte 16 Tore. Er nahm mit dem Team an der U-18-Europameisterschaft 1997 teil.
Von Mai 1998 bis September 1999 bestritt er insgesamt 27 Partien mit der Juniorenauswahl, dabei warf er 18 Tore. Er war bei der U-20-Europameisterschaft 1998 und der U-21-Weltmeisterschaft 1999 eingesetzt.
Er bestritt zwischen 2003 und 2008 insgesamt 15 Einsätze in der spanischen Nationalmannschaft, blieb aber ohne Torerfolg. Mit der Mannschaft nahm er an der Europameisterschaft 2008 teil; bei diesem Turnier hatte er auch seinen letzten Einsatz für die Spanier.

## Trainer
Marcos debütierte als Trainer bei Cavigal Nice Handball, dem Verein, bei dem er seine Spielerkarriere beendet hatte. Anschließend trainierte er ab 2022 Frontignan Thau. Beide Teams spielen in der Proligue, der zweiten französischen Liga. Zur Saison 2024/25 übernahm er das Training des in der Starligue startenden Vereins Chambéry Savoie HB.